# RIKEN

Logo von RIKEN

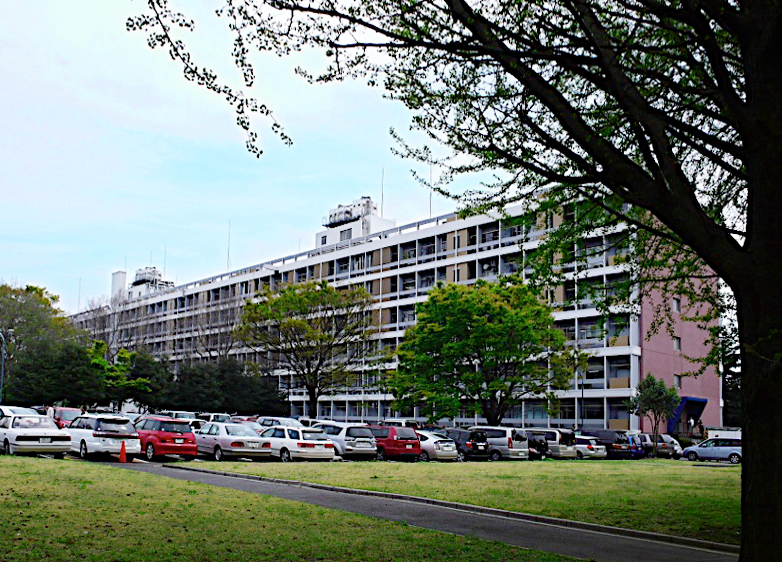
Forschungsgebäude im Hauptsitz in Wakō

RIKEN (japanisch 理研 als Kurzform für 理化学研究所 Rikagaku Kenkyūjo, „Physikalisch-chemisches Institut“) ist ein naturwissenschaftliches Forschungsinstitut in Japan.
Es wurde 1917 in Anlehnung an die Kaiser-Wilhelm-Gesellschaft zur Förderung der Wissenschaften als privates Forschungsinstitut gegründet. Mitbegründer und anschließend von 1921 bis 1946 langjähriger Direktor war der Naturwissenschaftler Ōkouchi Masatoshi. 2003 wurde das RIKEN in eine unabhängige Verwaltungseinheit (独立行政法人 dokuritsu gyōsei hōjin, von japanischen Behörden als „Selbstverwaltungskörperschaft“ ins Deutsche übersetzt) des Ministeriums für Bildung, Kultur, Sport, Wissenschaft und Technologie umgewandelt. Am 1. April 2012 hatte das RIKEN 2765 Mitarbeiter. Dazu kamen 2920 Gastforscher und 920 studentische Mitarbeiter in Ausbildung. Das Budget betrug ca. 90 Mrd. Yen, dem gegenwärtigen Kurs entsprechend ca. 524 Mio. Euro.
RIKEN betreibt Forschung und Entwicklung in vielen wissenschaftlichen Bereichen, darunter Physik, Chemie, Medizin, Biologie und den Ingenieurwissenschaften, beginnend bei der Grundlagenforschung bis hin zum Praxiseinsatz. Zentrale Aufgabe von RIKEN ist die umfassende Forschung in Technik und Wissenschaft (ausgenommen Geistes- und Sozialwissenschaften) und die öffentliche Verbreitung der darin erzielten Ergebnisse.
Mit dem gemeinsam entwickelten Supercomputer namens K computer belegten RIKEN und Fujitsu in der im Juni 2011 veröffentlichten 37. Auflage der TOP500, einer Liste der weltweit 500 schnellsten Computersysteme, den Spitzenplatz. Mit SPring-8 betreibt RIKEN eines der weltweit leistungsstärksten Synchrotrone.